# دانیله آبراسیانته
دانیله آبراسیانته (ایتالیایی: Daniele Abbracciante؛ زادهٔ ۸ آوریل ۱۹۹۴) بازیکن فوتبال اهل ایتالیا است.

## باشگاهی
از باشگاه‌هایی که در آن بازی کرده‌است می‌توان به باشگاه فوتبال پارما اشاره کرد.

## تیم ملی
وی همچنین در تیم ملی فوتبال زیر ۱۷ سال ایتالیا بازی کرده‌است.